# Grad Ogulin
Grad Ogulin är en stad i Kroatien.   Den ligger i länet Karlovacs län, i den centrala delen av landet, 80 km sydväst om huvudstaden Zagreb.
Följande samhällen finns i Grad Ogulin:
- Ogulin